# Schwetschkea pygmaea
Schwetschkea pygmaea är en bladmossart som beskrevs av C. Müller 1875. Schwetschkea pygmaea ingår i släktet Schwetschkea och familjen Leskeaceae. Inga underarter finns listade i Catalogue of Life.